# Ariary malgascio
L'ariary malgascio (ISO 4217: MGA) è la valuta corrente del Madagascar. È l'unica valuta in circolazione oltre all'ouguiya mauritana con frazioni non decimali: ogni ariary è suddiviso infatti in 5 iraimbilanja.

## Storia
Nel luglio 2003 ebbe inizio la sostituzione del franco malgascio con la nuova unità monetaria, l'ariary, pari a 5 franchi malgasci. Entrambi i tipi di monete e banconote coabitarono in circolazione fino al 1º gennaio 2005, quando l'ariary divenne ufficialmente la valuta monetaria del Madagascar e il franco malgascio dichiarato fuori corso.

## Monete in circolazione
- Iraimbilanja (1/5 Ariary)
- Venty sy Kirobo (2/5 Ariary)
- 1 Ariary
- 2 Ariary
- 4 Ariary
- 5 Ariary
- 10 Ariary
- 20 Ariary
- 50 Ariary

## Banconote in circolazione

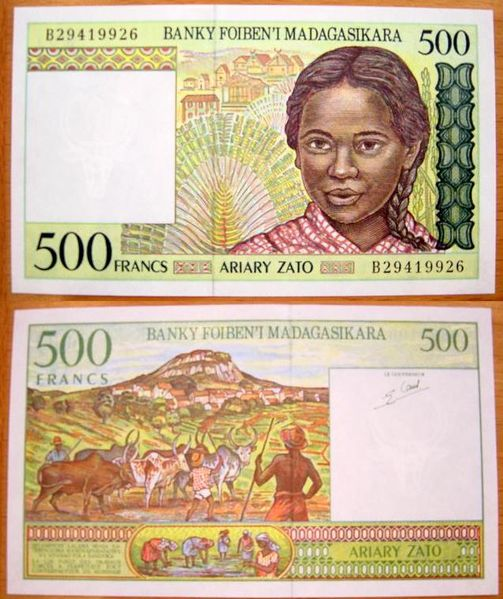
Vecchie banconote da 500 franchi

- 100 Ariary
- 200 Ariary
- 500 Ariary
- 1.000 Ariary
- 2.000 Ariary
- 5.000 Ariary
- 10.000 Ariary
- 20.000 Ariary

## Vecchie banconote
- 50 FMG (Malagasy Francs) (10 Ariary)
- 100 FMG (20 Ariary)
- 500 FMG (100 Ariary)
- 1.000 FMG (200 Ariary)
- 2.500 FMG (500 Ariary)
- 5.000 FMG (1000 Ariary)

## Tasso di cambio
Tassi di cambio per MGA
| Con Yahoo! Finance:     | AUD CAD CHF EUR GBP HKD JPY USD |
| (EN) Con XE.com:        | AUD CAD CHF EUR GBP HKD JPY USD |
| (EN) Con OANDA.com:     | AUD CAD CHF EUR GBP HKD JPY USD |
| Con ExchangesBoard.com: | AUD CAD CHF EUR GBP HKD JPY USD |